# Neoromicia brunnea
Neoromicia brunnea är en fladdermusart som först beskrevs av Thomas 1880.  Neoromicia brunnea ingår i släktet Neoromicia och familjen läderlappar. Inga underarter finns listade i Catalogue of Life.
Denna fladdermus förekommer med två från varandra skilda populationer i västra och centrala Afrika. Den första från Sierra Leone till Ghana och den andra från sydöstra Niger till Gabon och Kongo-Brazzaville. Habitatet utgörs av fuktiga och torra tropiska skogar. Individerna vilar troligen i byggnader och under överhängande kanter vid vattendrag.